# 석병초등학교
석병초등학교는 대한민국 경상북도 포항시 남구 구룡포읍 일출로 318(석병리)에 있었던 초등학교이다.

## 연혁
- 1946년 9월 13일 구룡포동부공립국민학교 석병분교장
- 1949년 6월 13일 석병국민학교로 승격
- 1996년 3월 1일 석병초등학교로 개칭
- 1998년 3월 1일 구룡포초등학교로 통폐합